# Candirejo (Ungaran Barat)
Candirejo is een bestuurslaag in het regentschap Semarang van de provincie Midden-Java, Indonesië. Candirejo telt 5170 inwoners (volkstelling 2010).